# European Model United Nations
L'EuroMUN è una simulazione annuale, fatta da studenti, degli organi delle Nazioni Unite e di altri fori selezionati della politica mondiale e ha luogo a Maastricht, Paesi Bassi. La conferenza è una simulazione delle Nazioni Unite che si svolge in tutto il mondo. È organizzata dall'Associazione Studentesca delle Nazioni Unite di Maastricht, un'associazione non a scopo di lucro, si svolge ogni anno nel mese di maggio presso il Centro Congressi ed Esibizioni di Maastricht (MECC).

## Storia
Le conferenze sono sempre state organizzate da un gruppo di studenti internazionali,
sin dalla prima nel 2008, l'EuroMun si è evoluto fino ad diventare la seconda più grande simulazione di conferenza delle Nazioni Unite in Europa a livello universitario. 
L'EuroMUN è organizzato ed ospitato da una squadra di studenti provenienti da diverse università, tenendo come punto di riferimento primario l'Università di Maastricht.
Nel 2011 ha avuto più di 550 partecipanti di 53 diverse nazionalità, oltre 110 università e altre istituzioni educative terziarie.

## Eventi passati
- Euromun 2008: La prima conferenza si è svolta presso l'Università di Maastricht[3].
- Euromun 2010: La conferenza è stata spostata nel MECC, allo scopo di dare la possibilità a più persone di partecipare.
- Euromun 2011: Frans Timmermans ha tenuto il discorso principale. Jerzy Buzek ha presieduto la conferenza in qualità di patrocinatore. Il console onorario di Israele nel Limburgo, Benoit Wesley, ha accolto la delegazione del United Israel, dimostrando che la tolleranza per la diversità culturale può compiersi ovunque[4][5].